# Aldo Davanzali
Aldo Davanzali (Sirolo, 26 gennaio 1923 – Loreto, 26 maggio 2005) è stato un imprenditore italiano, azionista di maggioranza e amministratore dell'Itavia, compagnia aerea italiana operante tra il 1958 ed il 1980, divenuta tristemente famosa per la strage di Ustica.

## Biografia
Nato a Sirolo, in provincia di Ancona nel 1923. Militò e fu capo partigiano bianco, di orientamento politico cattolico. Nel dopoguerra, dopo aver concluso gli studi in legge con specializzazione in diritto della navigazione, prende le redini delle aziende di famiglia.
A capo di un gruppo industriale con interessi nelle costruzioni, società alberghiere-termali, aziende marittime e portuali.

### Itavia
Il 2 aprile 1965 acquisì la quota di maggioranza della compagnia aerea Itavia dal Principe Giovanni Battista Caracciolo.
Una settimana dopo dall'incidente di Ustica del 27 giugno 1980, nella seduta al senato del 3 luglio, tutte le forze politiche — tranne l'MSI — con una mozione comune, chiesero e ottennero, nel dicembre, la revoca delle concessioni di volo all'Itavia; successivamente la compagnia venne chiusa e messa in liquidazione e alcune delle tratte aeree gestite, passarono all'Alitalia.
Già dopo pochi mesi dalla sciagura, Davanzali, ritenne che la causa dell'incidente fosse da attribuire al lancio di un missile contro il velivolo. Scrisse una lettera all'allora Ministro dei trasporti Formica per ribadire le sue convinzioni.
Negli anni a seguire, spese tutte le sue risorse per difendersi dalle accuse di scarsa manutenzione dei suoi velivoli. Morì nel 2005, ad 83 anni, nell'ospedale di Loreto, affetto dalla malattia di Parkinson e in indigenti condizioni economiche.
Nel maggio 2018, la Cassazione ha sancito l'obbligo per i Ministeri delle Infrastrutture e della Difesa di risarcire la ex-compagnia aerea fallita dopo l'abbattimento del DC-9 caduto in mare il 27 giugno 1980. La principale motivazione della sentenza fu: «Omessa attività di controllo e sorveglianza della complessa e pericolosa situazione venutasi a creare nei cieli di Ustica».